# Ye Mingchen
Ye Mingchen  葉名琛 / 叶名琛 est un haut fonctionnaire chinois de la dynastie Qing, né le 21 décembre 1807 à Hanyang (province de Hubei) et mort le 9 avril 1859 en exil à Calcutta (Raj britannique). Il est connu pour sa résistance à l'influence britannique à Canton à la suite de la première guerre de l'opium, pour laquelle il fut promu vice-roi de Liangguang, et pour son rôle dans le déclenchement de la seconde guerre de l'opium à la suite de l'incident de l'Arrow.

## Début de carrière
Ye Mingchen naquit dans une famille érudite de la province de Hubei. Son père, Ye Zhishen 葉志詵 était un expert en antiquités. Ye reçut le diplôme de juren 舉人 en 1837, celui de jinshi 進士, le plus haut diplôme impérial, en 1835, à la suite de quoi il occupa brièvement un poste de compilateur dans l'école de l'élite impériale : l'Académie Hanlin 翰林院. En 1838, Ye reçut sa première nomination officielle en tant que préfet de Xing'an dans la province de Shaanxi, et par la suite, gravit rapidement les échelons dans la fonction civile de la dynastie Qing. Dans les années suivantes, il servit comme intendant de circuit de Yanping dans la province de Shanxi, inspecteur de sel dans le Jiangxi, commissaire de surveillance dans le Yunnan et commissaire financier d'abord dans le Hunan, puis, plus tard, dans le Gansu et enfin dans le Guangdong, dont il devint gouverneur en 1848, année durant laquelle la révolte des Taiping éclata.
Vers 1850, Ye Mingchen et son père créèrent une association dans les faubourgs ouest de Canton, pour l'adoration de Lü Dongbin (l'un des Huit Immortels taoïstes) connu pour aider les gens du peuple, et accéder aux demandes médicales. Il a été rapporté qu'Ye avait parfois engagé des troupes dans des combats, sur la base de communications qu'il aurait eu avec Lü. Certains observateurs mettent en corrélation l'insuffisante préparation de ses défenses, ses excès de confiance, et la facilité avec laquelle les Britanniques s'emparèrent de Canton avec ses croyances taoïstes occultes et sa foi dans la divination oraculaire.

## Conflits internes et externes
En tant que gouverneur du Guangdong, Ye fut confronté à la fois à des crises internes et externes. Les commerçants britanniques affirmèrent que leur droit de résider dans la ville de Canton avait été garanti par le traité de Nankin. En effet, le traité diffère légèrement dans ses versions anglaise et chinoise, cette dernière n'autorisant les étrangers qu'à séjourner temporairement dans les ports ouverts par le traité. Ye tint tête et refusa d'accéder aux demandes des Britanniques.

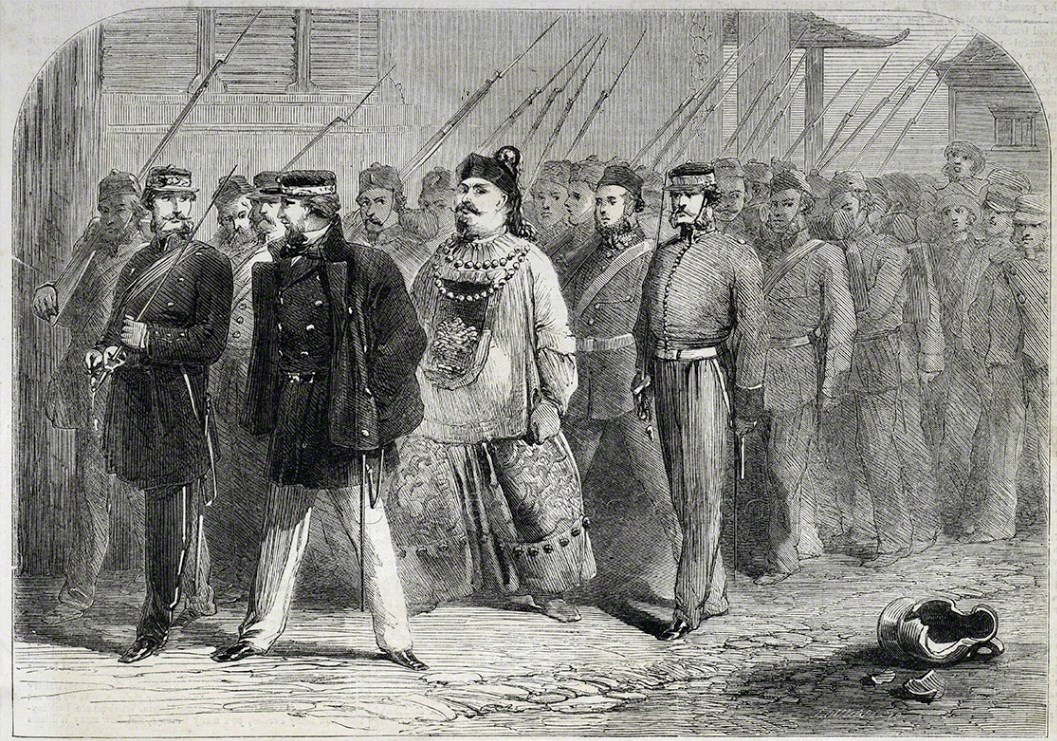
Ye est capturé par les troupes britanniques et envoyé à bord d'un navire.

En récompense pour son apparent succès dans la fermeture de Canton aux Britanniques, Ye fut promu vice-roi de Liangguang ainsi que commissaire impérial en 1852, ce qui fit de lui le plus haut fonctionnaire en relation avec l'Occident. Ye Mingchen est resté fermement opposé aux demandes britanniques, mais il ne put leur résister militairement.
Le conflit avec l'Empire britannique éclata en 1856, avec l'incident de l'Arrow où Yu saisit un lorcha chinois soupçonné de piraterie (le Arrow), qui battait pavillon britannique et était prétendument enregistré à Hong Kong au moment de son arrestation. À ce moment Yu était en train de mater la révolte, et avait fait exécuter des dizaines de milliers de rebelles. Son inquiétude vis-à-vis de navires renégats était donc compréhensible, pourtant, le consul britannique Harry Parkes exigea immédiatement la libération de l'équipage et des excuses officielles (il est apparu plus tard que Parkes avait parfaitement connaissance que l'enregistrement de l'Arrow était expiré). Parkes et Sir John Bowring étaient convaincus que cet incident pourrait fournir aux Britanniques et aux Français une excuse pour convoquer leurs flottes et un casus belli pour ce qui sera la deuxième Guerre de l'Opium. 
En octobre, les navires de guerre britanniques ouvrirent le feu sur Canton en concentrant leurs tirs sur la résidence de Ye mais en décembre, Ye refusait toujours de céder aux demandes de négociations britanniques et françaises et aux réclamations d'indemnisation pour les biens étrangers, brûlés par les émeutiers. Au même moment, le premier ministre britannique Lord Palmerston décrivit Ye au Parlement comme un "monstre inhumain", et le tint responsable de l'exécution de 70 000 Chinois.  Richard Cobden, cependant, prit sa défense en saluant son ton "doux et conciliant" même après les attaques britanniques sur sa résidence.
À la fin de décembre, les bombardements alliés sur Canton mirent la ville à feu et à sang. Ye étant sur le point d'exterminer la rébellion dans la province de Guangxi, n'osa pas faire rapatrier ses troupes et la ville tomba rapidement. Harry Parkes chassa Ye à travers les rues de Canton et le Britannique George Wingrove Cook, rapporta que Parkes trouvait un plaisir particulier dans l'humiliation de Ye. Parkes déclara : "Ye a été mon jeu" ("Ye was my game"), et il finit par trouver ce que le rapport décrit comme "un très gros homme contemplant l'exploit que fut le passage par-dessus le mur arrière du yamen". Le Britannique le ramena en tant que prisonnier de guerre (ce qui constituait une violation de la procédure diplomatique), au fort William, (Calcutta), dans les Indes Britanniques, où il mourut un an plus tard de maladie à Tolly Gunge dans la banlieue de Calcutta.  Les restes de Ye furent renvoyés en Chine pour y être enterrés.

## Héritage
La communauté cantonaise salua l'intransigeance montrée par Ye Mingchen contre les Britanniques, mais moqua aussi son incapacité à résister sur le champ de bataille. À Canton (Guangzhou), il était connu comme le "six fois non": "non, il ne voulait pas se battre; non, il ne fit pas la paix; non, il n'organisa pas la défense; non, il ne mourrait pas; non, il ne voulait pas se rendre; et non il n'allait pas fuir." (不戰、不和、不守、不死、不降、不走 buzhan, buhe, bushou, busi, buxiang, buzou)
Ye gagna brièvement les faveurs de l'Empereur Xianfeng, mais les perdit avec le début des hostilités. L'opinion publique contemporaine britannique considère le "Commissaire Yeh" comme l'incarnation de la xénophobie chinoise, et il fut souvent caricaturé dans les médias anglais. Mais son image en Occident n'était pas unanimement négative. Par exemple, l'écrivain allemand Theodor Fontane, qui se renseigna sur Ye alors qu'il travaillait à Londres à la fin des années 1850, fut touché par son destin, et publia plus tard un essai sur le fonctionnaire.
L'historiographie officielle chinoise blâma longtemps Ye pour avoir précipité la Seconde Guerre de l'Opium, mais il est maintenant souvent salué comme l'un des premiers Chinois, patriote, et un monument a été érigé à sa mémoire à Guangzhou.

## Iconographie
Une esquisse de Ye capturé et prisonnier à bord du HMS Inflexible fut faite pour le dépeindre comme un monstre hideux. Elle fut largement diffusée comme propagande britannique pour justifier la seconde guerre de l'opium.